# LaFee

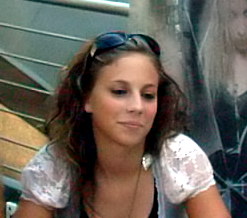
LaFee 2006

LaFee, artiestennaam van Christina Klein (Stolberg, 9 december 1990) is een Duitse zangeres. Ze woont in Aken.

## Discografie

### Albums
- 29 juni 2006: LaFee
- 6 juli 2007: Jetzt erst recht
- 2008: Shut Up (Heul Doch in het Engels}
- 2 januari 2009: Ring Frei
- 19 augustus 2011: Frei

### Singles
- 10 maart 2006: Virus
- 2 juni 2006: Prinzesschen
- 1 september 2006: Was Ist Das
- 24 november 2006: Mitternacht
- 18 mei 2007: Heul Doch
- 24 augustus 2007: Beweg dein Arsch
- 16 november 2007: Wer bin ich
- 23 mei 2008: Shut Up
- 21 november 2008: Ring Frei
- 10 juni 2011: Ich Bin

### Dvd's
- 24 november 2006: LaFee – Secret LIVE
- 28 september 2007: LaFee – LaFee erst recht
- 9 november 2007: Wer Bin Ich – Ein ungeschminktes Märchen

## Prijzen
- Echo 2008 - Beste Sängerin National
- Echo: Künstlerin National Rock/Pop
- Bester Newcomer National
- Braco Silber-Otto - Beste Pop-Sängerin
- Goldene Stimmgabel
- Kids Choice Award - Lieblingssänger
- JETIX Award